# Vénus de Chiozza
La Vénus de Chiozza est un artefact réalisé à partir d'un galet de grès feldspathique calcaire, datant du Paléolithique supérieur. Il représente une femme aux formes généreuses et peut être classé parmi les plus anciennes Vénus paléolithiques. Trouvé à Chiozza di Scandiano, il est conservé au Palazzo dei Musei di Reggio Emilia.

## Histoire
La statuette a été découverte en 1940, dans les carrières d'Alboni du village de Chiozza (un hameau de Scandiano, dans la province de Reggio d'Émilie) par le marquis Luigi De Buoi.
Le style et le matériau utilisé rappellent sans aucun doute les figurines de Vénus du Paléolithique, mais celle-ci a été trouvée à proximité de certains sites importants du Néolithique ancien et moyen et certains chercheurs préfèrent la dater de cette période. Pour concilier les deux hypothèses, on a également supposé que la découverte pourrait être de l'époque paléolithique, mais réutilisée par les habitants de Chiozza au Néolithique.

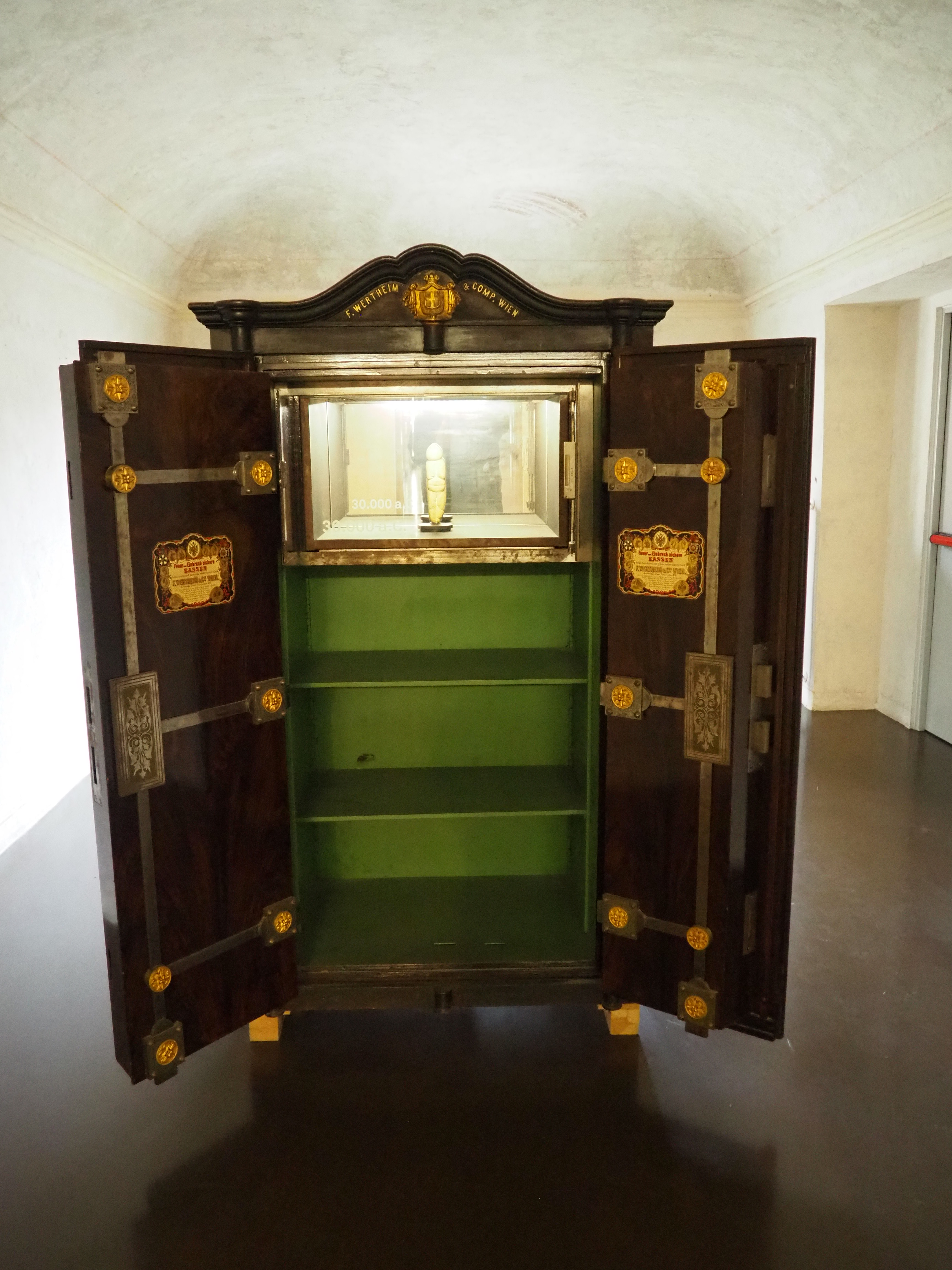
L'emplacement de la Vénus au Musei Civici di Reggio Emilia

Il est conservé au Palazzo dei Musei, siège principal des Musées Civiques de Reggio Emilia.

## Description
La tête a la forme d'un cône inversé et un profil arrondi ; le visage n'a pas de traits. Le cou est mis en valeur par une incision profonde. Les épaules sont à peine évoquées ; les seins sont tombants et se terminent au-dessus d'un ventre gonflé, avec un nombril très visible.
Le ventre et la vulve sont très marqués, tandis que les jambes restent droites et les genoux sont à peine esquissés. Le dos met en valeur les fesses et les jambes volumineuses. La statuette manque de bras, de mains et de pieds. La figure, vue de face, apparaît aplatie dans ses formes (seins, ventre, jambes), tandis que de dos elle présente des formes plus volumineuses.